# Централни терен (Вимблдон)
51° 26′ 1.48″ N 0° 12′ 50.63″ W / 51.4337444° С; 0.2140639° З
Централни терен је главни терен Вимблдона, трећег гренд слем турнира у години. Користи се само двије седмице годишње, док се игра Вимблдон, али је најпознатији стадион за тенис на свијету. Овај терен има главну ложу коју користи британска краљевска породица, као и неки други гости. Централни терен се користио за тенис на Летњим олимпијским играма 2012.

## Историја
Први кров, изграђен 1922, замијењен је 1992. Други кров Централног терена је замијењен након Вимблдона 2006. У току Вимблдона 2007, Централни терен није имао кров по први пут још од када је стадион отворен 1922. Дјелимично поправљени нови кров је био спреман за Вимблдон 2008, а покретни кров је био завршен за Вимблдон 2009. Нови, покретни кров на Централном терену је био откривен у априлу 2009. Први пут се затворио током меча око 16:40 у понедјељак, 29. јуна 2009. током меча четвртог кола између Амели Моресмо и Динаре Сафине. Први цијели меч који је игран под затвореним кровом био је меч четвртог кола између Ендија Марија и Станисласа Вавринке. Иако је киша престала у току меча, кров је остао затворен да би се искористила свјетлост рефлектора, па је меч игран и након што је пала ноћ, што га је учинило мечом који се најкасније завршио на Централном терену.
Капацитет је повећан на 15.000 додавањем шест редова сједишта горњем нивоу на источној, сјеверној и западној страни.

## Галерија
- Централни терен 2005.
- Централни терен 2005.
- Централни терен 2006.
- Централни терен без крова током Вимблдона 2007.
- Гужва на Централном трену
- Жистин Енен и Серена Вилијамс играју на Централном терену током Вимблдона 2007.
- Серена Вилијамс сервира